# Archi narrativi di Ultimate Comics: Spider-Man
Nel 2009, Joe Quesada decise di chiudere la prima stagione dell'universo Ultimate, che lui stesso aveva inaugurato nel 2000. Dopo dieci anni di pubblicazione quindi tutte le testate vennero chiuse, alcune definitivamente (come Ultimate Fantastic Four e Ultimate X-Men), altre solo per ricominciare con una nuova numerazione (Ultimate Spider-Man e Ultimates).
Gli autori della serie su Spider-Man sono il precedente autore Brian Bendis e il disegnatore del terzo Annual, David Lafuente, a cui si aggiunge Sara Pichelli.
Nel settembre del 2011 la serie di Ultimate Spider-Man con protagonista Peter Parker termina con la sua morte per mano di Goblin. In seguito a questa svolta, la testata (che riceve un leggero cambiamento di intitolatura) vedrà come nuovo protagonista il personaggio di Miles Morales,
Le seguenti saghe seguono l'intestazione italiana con tra parentesi la numerazione americana.

## Il Nuovo Mondo secondo Peter Parker (1-6)
- Data: agosto 2009-gennaio 2010
- Autori: Brian Michael Bendis (testi), David Lafuente (disegni)

Sei mesi dopo gli eventi di Ultimatum la città di New York è ritornata a nuova vita, e la distruzione portata dall'onda sembra essere soltanto un lontano incubo.
Tutto è cambiato. Peter Parker, ovvero l'eroe mascherato Spider-Man, ha perso il lavoro presso il Daily Bugle e si è dovuto accontentare di un lavoro da commesso in un fast food di un centro commerciale.
La cosa non lo fa per niente impazzire, però la sua vita ora possiede alcuni risvolti estremamente positivi: la gente e le forze dell'ordine, dopo l'articolo di pubblica ammenda da parte di J.J.Jameson, lo additano ad eroe nazionale. Inoltre è fidanzato con Gwen Stacy che vive in casa con lui e sua zia (infatti Mary Jane e Peter si sono lasciati e non se ne conoscono ufficialmente le cause).
La solita routine viene interrotta una sera quando sulla porta di casa Parker fa la sua comparsa Johnny Storm alias la Torcia Umana dei Fantastici Quattro.
Esausto il ragazzo chiede se può passare la notte da lui, non avendo altro posto dove andare, e senza neanche riuscire a ricevere una risposta crolla svenuto.
Quella stessa notte Kingpin ritorna a New York essendo riuscito ad evitare ancora una volta il lungo braccio della legge. Ritiratosi nel suo grattacielo a riflettere si ritrova faccia a faccia con un misterioso assalitore che con una raffica a raggi lo scaraventa sulla strada uccidendolo: Mysterio è tornato.
Personalmente soddisfatto del suo operato, Mysterio fa subito un proclamo via internet rivendicando la morte del "grassone" ma che la cittadinanza non deve assolutamente pensare di ringraziarlo; perché dopo gli infausti eventi dell'attacco di Magneto, spiega il criminale, ha elevato il suo pensiero e se prima voleva solo una fetta della criminalità e dei traffici di New York, ora la vuole tutta. Mysterio proclama un'anarchia globale, un mondo senza valori e certezze in cui se qualcuno vuole qualcosa se lo deve prendere, proprio come lui ha intenzione di fare.
Ovviamente lanciando il guanto di sfida a chi non la pensa come lui.
Il giorno dopo alla Midtown High School, durante la pausa pranzo, Kitty Pryde è nuovamente bersagliata dai comportamenti razzisti di Flash Thompson contro cui si schiera solo "Kong", l'ex di Kitty.
La ragazza ha inoltre uno screzio con Mary Jane accusandola di essere stata a filmare l'accaduto senza intervenire.
Nel frattempo Peter e Gwen si godono un privato pic-nic sul tetto della scuola, quando un'esplosione proveniente dai quartieri vicini impone a Peter di intervenire.
La causa è una rapina attuata da una coppia di ladre, madre e figlia, che si fanno chiamare Bombshell, dotate di apparenti poteri mutanti che si attivano quando le due sono vicine.
Rischiando più volte di essere ustionato dai loro raggi termici, alla fine Peter riesce a sconfiggerle consegnandole alla polizia.
A casa Parker, la Torcia si è finalmente risvegliato e zia May è più che mai pronta a sentire la sua storia.
Il messaggio alla città di New York lanciato da Mysterio ha attirato l'attenzione del club di giornalismo della Midtown High school, soprattutto di Jessica Jones che sembra più che intenzionata a scrivere una storia su Spider-Man; in verità Mary Jane capisce quanto l'abilità della compagna possano essere un pericolo per l'identità segreta di Peter.
Intanto zia May e Johnny Storm parlano di ciò che è accaduto al ragazzo dopo Ultimatum, del suo senso di abbandono e dell'impossibilità da parte sua di tornare al Baxter Building, a causa dei ricordi legati al padre. La donna capisce perfettamente il suo stato d'animo dato che è la stessa cosa che le è accaduta quando è morto suo marito Ben. Il suo consiglio è di chiamare per prima cosa sua sorella Susan e parlarle, poi le cose verranno da sé.
Peter, nel frattempo, dopo una litigata con Mary Jane sul posto di lavoro si ritrova ad affrontare uno dei diabolici piani di Mysterio, il quale ha diffuso un elemento chimico nelle vie della città che provoca spaventose allucinazioni nei passanti, in modo da poter rapinare la camera blindata della Federal Reserve indisturbato. Il nemico si dimostra infido ed estremamente pericoloso, e solo al suono delle sirene della polizia si dilegua dichiarando ufficialmente aperte le ostilità tra lui e il tessiragnatele.
Tornato a casa Peter incontra Susan Storm che lo abbraccia assicurandogli tutto il suo aiuto nel caso gli servisse. Confuso da quella uscita della "Ragazza Invisibile", il ragazzo entra in casa, ritrovandosi un sorridente Johnny Storm che lo avvisa di essere il suo nuovo coinquilino.
Zia May spiega infatti al nipote la sua decisione di ospitare Johnny per permettergli di riprendere a vivere una vita normale: la Torcia avrebbe fatto la stessa vita dell'amico, andando a scuola con una doppia identità. Peter con qualche perplessità si ritrova alla fine se non entusiasta, rassicurato.
Il giorno dopo a scuola, Peter e Gwen incontrano una MJ alquanto scossa: la notte prima infatti mentre usciva dal lavoro, stava per essere rapita da un balordo e solo l'intervento di uno nuovo vigilante (che è la versione Ultimate di Shroud) le ha evitato il peggio. Ancora scioccata MJ crolla in lacrime dicendo a Peter che non avrebbe mai dovuto lasciarlo, che si sentiva uno schifo nei confronti di Gwen, che da sola non ce la faceva ad andare avanti. Peter e Gwen cercano di farle forza, dicendo che anche se non si sentivano da mesi loro la consideravano ancora amica.
La discussione viene interrotta da una concitata Jessica Jones, la quale dice che Hulk sta di nuovo portando il caos sul Ponte Queensborough e che vuole andare a vedere per farne uno scoop.
Peter allora, seccato che il gigante grigio non abbia altro posto dove andare a "spaccare" qualcosa, si dirige in fretta e furia per provare a risolvere il problema. Giunto sul posto, Peter cerca una via pacifica per mandare via Hulk, ma il gigante non sembra riconoscerlo e lo assale. Durante lo scontro Spidey si accorge però che il bruto è inconsistente, dato che alcune macerie lo hanno attraversato senza alcun problema. Prima che possa prendere alcuna decisione, alcune esplosioni travolgono il Ragno che cade svenuto e bruciacchiato al suolo.
Attraverso il fumo fa la sua comparsa un trionfante Mysterio.
Attimi di panico. Sul ponte Queensborough, Mysterio si erge vincitore tra le macerie, scrutando il corpo inerme di Spider-Man, che dal canto suo sta maledicendo se stesso, per la stupidità di essere caduto in quella trappola, e il criminale e la sua pazzia.
L'uomo si appresta a smascherare il ragazzo pubblicamente ma viene prontamente bloccato da Shroud che però dopo un breve scambio di colpi viene buttato giù dal ponte. L'Illusionista non ha il tempo di riprendere in mano la situazione che Peter gli è già addosso, più arrabbiato che mai. Riesce a stenderlo momentaneamente ma il nemico sembra inarrestabile e tramite raffiche elettriche piega nuovamente il Ragno.
Ancora una volta Mysterio abbassa la guardia e viene colpito alla schiena da un ritornato Shroud, che gli manda in pezzi l'attrezzatura rivelando per la prima volta il volto del criminale. In uno scatto d'ira per essere stato smascherato, Mysterio dà il via ad una nuova serie di esplosioni, per poi fuggire attraverso il fumo e la confusione.
Passato il pericolo, il Ragno trova un frammento dell'attrezzatura di Mysterio e decide di mandarla ad analizzare presso la polizia avvalendosi della collaborazione del capitano Frank, sua vecchia conoscenza.
Tornato a casa stravolto, Peter incontra Gwen Stacy che gli annuncia scherzosamente della completa "pazzia" di zia May: la donna ha deciso di ospitare Robert "Bobby" Drake, che altri non è se non l'ex X-Man Uomo Ghiaccio.
Il ragazzo è stato cacciato di casa da sua madre per via della sua natura mutante e non avendo posto dove andare, decise di recarsi a casa di Kitty Pryde, unica amica di cui sapesse il domicilio, per avere almeno un posto per la notte. Kitty non avrebbe avuto alcun problema ad ospitarlo ma la madre la pensava in maniera differente e non solo per via che fossero ragazzo e ragazza (il che potrebbe creare diversi problemi di convivenza) ma anche per altri motivi più gravi: la madre della ragazza stava già lottando con tutte le sue forze affinché sua figlia potesse avere una vita normale, non ce l'avrebbe fatta a sostenere una duplice battaglia.
Così per un'idea di Kitty si giunse alla conclusione di chiedere aiuto ai Parker che in questo campo avevano di sicuro più esperienza.
Zia May spiega al nipote che esattamente come lui fa quello che fa perché sente che deve farlo, allo stesso modo lei sente il dovere di aiutare come può coloro che non hanno le stesse possibilità di Peter di avere una vita normale. Compresolo Peter acconsente la decisione della zia, accogliendo Bobby in casa propria.
Il ragazzo però riscontra subito delle difficoltà nel piano della zia, soprattutto nel poter dare ai due ospiti una identità nuova, che soddisfi l'autorità scolastica; presto fatto: i due saranno presentati come i cugini di Peter, Johnny Parker (per l'occasione con i capelli tinti di nero scuro) e Bobby Parker (con i capelli rasati 2.0) che non possono presentare documenti e certificati vari dato che sono andati persi durante la catastrofe di Ultimatum.
Le cose sembrano andare per il verso giusto quando nella scuola fa irruzione un androide. Mysterio ne è il mandante infatti durante il loro ultimo scontro del sangue del ragno era rimasto addosso all'uomo che lo ha adoperato come fonte di informazioni per scoprire la vera identità di Spider-Man; l'"Ammazza-ragno" è programmato per seguire la "scia" del possessore del DNA prestabilito riprendendo in contemporanea la scena.
La macchina viene neutralizzata dall'intervento congiunto di Peter, Johnny e Shroud il quale si rivela essere Kitty Pryde.
Anche Mysterio viene raggiunto contemporaneamente dalle forze dell'ordine, ma come suo solito fa esplodere la sua base per cancellare tutte le tracce del suo passaggio.

## Crossroad (7-8)
- Data: febbraio 2010-marzo 2010
- Autori: Brian Michael Bendis (testi), Takeshi Miyazawa (disegni)

Una sera zia May ordina a Peter, Johnny e Bobby di uscire e fare il proprio dovere; i tre stupiti che la donna li inviasse spontaneamente in missione le chiedono cosa avrebbero dovuto fare. Nel loro quartiere aveva appena fatto ritorno un ragazzo che era appena uscito da un coma durato sei mesi. Le malelingue dicevano che fosse stato a causa della droga ma la madre sconfessa la cosa in una chiacchierata intima con May, spiegandole il suo timore che suo figlio potesse essere un mutante e che la causa del suo coma fosse la comparsa del suo potere.
Per tal motivo May decise di far intervenire i tre ragazzi, per aiutare il neo-mutante ad accettare la sua condizione.
Così il giorno dopo avviene il primo incontro, che non ha esiti positivi: infatti il ragazzo alla vista di quella strana delegazione si spaventa non poco e attiva i suoi poteri, che lo fanno brillare di luce propria; dopo una breve fuga viene agguantato da Peter, ma è in quel momento che il suo potere, che teletrasporta i due in un altro luogo.
Terminato il viaggio durato alcuni secondi i due si schiantano contro la vetrata di una tavola calda e scoprono di essere finiti ad Ann Arbor, in Michigan a circa 980 km da New York.
Ritornati a casa sempre sfruttando i poteri del ragazzo, i tre pretendono una spiegazione: infatti il giovane dice di non essere un mutante ma che quei poteri gli sono stati donati da un occhio, un occhio rosso posto sopra una colonna di pietra. Johnny Storm rammenta allora un episodio avvenuto durante una missione presso la base del Progetto Pegasus nel Wyoming, prima della catastrofe di Ultimatum. Un essere definitosi come l'Osservatore aveva comunicato la necessità di eleggere un araldo da porre in difesa dell'universo a causa del sopraggiungere di una grande minaccia.
Quel ragazzo non era altri che Rick Jones, l'eletto degli Osservatori.
Deciso a saperne di più, Rick decide di dirigersi in Wyoming e trovare informazioni. Loro malgrado Spider-Man, la Torcia e l'Uomo Ghiaccio lo seguono e trovano la base assaltata da una vecchia conoscenza dei Fantastici Quattro, la Squadra del Serpente.
Nella battaglia che ne consegue si vengono a scoprire nuovi poteri di Rick, cioè l'essere in grado di piegare lo spazio-tempo anche in aree limitate del suo corpo, e che Bobby Drake è attratto dalle ragazze-rettili.
Arrestate le criminali, Rick si scopre entusiasta della sua condizione e l'accetta in ciò che essa comporta. Tornati a casa, Rick decide di fare un viaggio per capire meglio che cosa e soprattutto chi è adesso, ma è deciso a farlo con animo più sereno. Dopo aver salutato la madre che in lacrime dice di non volerlo perdere di nuovo, Rick si allontana affermando di aver trovato anche un nuovo nome, come gli avevano suggerito i tre giovani supereroi, ed è Nova.
Lasciata casa Jones, Peter, Johnny e Bobby si ritrovano a pensare a numerose domande: come, se e quando rincontreranno Nova e cosa questo potrà comportare, ma soprattutto come faccia l'Uomo Ghiaccio a trovare sexy una ragazza-rettile.

## Amore malato (9-14)
- Data: aprile 2010-settembre 2010
- Autori: Brian Michael Bendis (testi), David Lafuente (disegni)

Mentre Peter subisce un taglio di capelli a tradimento dei bagni femminili della scuola per mano di Mary Jane, Gwen e Kitty, accusandolo di assomigliare a Charlie Brown quando indossa la maschera, Johnny si trova ad affrontare in coppia con Jessica Drew le ladre Bombshell durante una rapina ad un carro portavalori, arrestandole facilmente. Dopo un iniziale rifiuto al dialogo, Johnny riesce a parlare con lei e a combinare un appuntamento al cinema, con forte imbarazzo da parte di Jessica.
Di ritorno a casa, l'ex membro dei Fantastici Quattro più euforico che mai, ringrazia Peter di avergli fatto incontrare la ragazza della sua vita; il ragazzo confuso non capisce di cosa stia parlando e Johnny gli rivela il nome confidandogli di averla anche baciata. Lo shock per il giovane Spider-Man è tale da pietrificarlo. Peter non sa che dire di fronte all'entusiasmo dell'amico, ignaro che la Donna Ragno sia il clone, seppur femminile, di Peter.
Il giorno dopo alcuni agenti governativi arrivano alla Midtown per prendere in consegna Kitty Pryde, in quanto mutante. La situazione degenera quando, in risposta al rifiuto della ragazza di volerli seguire, Kong reagisce violentemente attaccando i federali. I tre supereroi, per decisione di Peter, preferiscono non intervenire affinché la situazione non peggiorasse, permettendo così a Kitty di fuggire nelle fogne attraverso il pavimento, tirandosi dietro Kenny.
La vicenda porta ad un consiglio d'istituto tra i genitori degli alunni, infuriati per i motivi più diversi come la venuta di federali durante le lezioni o la presenza di mutanti nell'edificio, e il preside che in uno scatto d'ira, causato dal continuo vociare dell'assemblea, consegna le sue dimissioni non volendo che tali esecrabili atti di razzismo si verifichino sotto la sua amministrazione.
In casa Parker intanto Peter, preoccupato per il silenzio seguito alla fuga di Kitty e Kong, decide di andare a casa Pryde per cercare una pista da seguire e si trovano di fronte uno spettacolo scioccante: la casa è posta sotto assedio da troupe televisive in cerca di scoop e i tre giungono giusto in tempo per vedere Shroud, rivelandosi ufficialmente come Kitty, attaccare gli inviati facendo esplodere uno dei furgoni, costringendoli ad intervenire per impedire che la ragazza compia qualcosa di irreparabile.
L'ex X-Woman però si dimostra molto più dura del previsto, infatti oltre a rendersi inconsistente, Kitty ora è in grado di indurire il proprio corpo tanto da spaccare con un colpo di testa il ghiaccio di Bobby senza contrarre eventuali danni o ferite. Furiosa, grida a piena voce di come Magneto avesse ragione, di come loro tre, specialmente Peter e Bobby, si siano comportati in maniera ipocrita nei suoi confronti non aiutandola nel momento del bisogno e di come fossero dei falsi amici di cui non aveva alcun bisogno.
Scomparendo nuovamente nelle fogne, i tre supereroi si gettano al suo inseguimento sfondando un tombino. Non riescono però a trovarla e allora Peter, nella flebile possibilità che sia ancora a portata di voce, dice di volerle bene, che tutti gliene vogliono e che sono pronti ad aiutarla in qualunque modo.
Non ricevendo alcuna risposta, Johnny blocca i due amici suggerendogli di andarsene e di lasciare Kitty in pace, dato che è ciò che lei vuole al momento. Nel buio delle fogne, l'unico rumore nitido è quello delle lacrime di rabbia e di rancore di Katherine Pryde, sola in un mondo che la odia.

## Camaleonti (14)
"Basta Supereroi". Con questa secca sentenza zia May impone a Peter, Johnny e Bobby di non intervenire più come vigilantes ma di tenersi nell'ombra e di muoversi con discrezione, almeno finché le acque non si saranno calmate un po' . La vicenda di Kitty, che nel frattempo non ha fatto più avere sue notizie, e del preside Suitress, che si è dimesso per non voler avere niente a che fare con le nuove riforme prese contro i mutanti, spiega May dovrebbero essere abbastanza illuminanti sul perché della sua decisione, alla quale nonostante alcune rimostranze, i tre ragazzi decidono di attenersi.
Bobby propone di cercarsi un lavoro e Peter gli offre un posto presso il fast food dove lavora. L'Uomo Ghiaccio accetta nonostante le frecciate velenose della Torcia.
Il giorno successivo, al lavoro, MJ mostra a Peter e a Gwen il filmato del tentativo d'arresto di Kitty e non sa che cosa farne; è una base per un grande scoop, ma non vuole che la cosa possa infierire sulla condizione di Kitty stessa, benché mostri che il loro preside era nel giusto, non condividendo l'operato dei federali. Dopo un momento di ponderazione, Peter propone di portare il video a Ben Urich, del rinato giornale informatico "Daily Bugle.com", di cui Jonah Jameson è il proprietario.
Il reporter visiona la cosa e dice che è assolutamente importante, un articolo da prima pagina e domanda loro quanto vogliono per il filmato, confessando loro che Jameson sarebbe anche disposto a sborsare diecimila dollari, se non ventimila dollari. Mary, disgustata per il comportamento meschino dell'uomo, fa per andarsene intimando a Peter di seguirla, quando Urich la ferma dicendo che ha sorpassato il test: saputo che la rossa era intenzionata a diventare una reporter professionista, ha voluto testare la sua integrità, confessandole che se avesse accettato l'avrebbe cacciata fuori.
Mentre i due fissano i termini dell'accordo, Peter nota Jameson e lo saluta ma l'uomo stranamente non ricambia e anzi gli trasmette una strana sensazione che fa impazzire il suo senso di ragno. Insospettito, Peter decide di seguirlo, finendo nel parcheggio sotterraneo del palazzo. Qui incontra Jameson che non lo riconosce e lo attacca, stordendolo con una scarica elettrica. L'uomo raccoglie il corpo inerme di Peter, nascondendolo nel bagliaio della macchina. Avendo capito che il ragazzo possiede dei poteri particolari, decide di sostituirsi a lui assumendone le sembianze modificando il suo fisico.
Grazie alle sue straordinarie capacità, l'uomo, ora ragazzo, si sostituisce a Peter e salutato Urich fa ritorno a casa con Mary in taxi.
A quel punto pensando che la rossa sia la ragazza di Peter, la bacia ma viene respinto. Mary scende dal taxi sdegnata e il Camaleonte decide di proseguire verso il Queens. Giunta a casa Parker, si ritrova di fronte in sequenza l'intera bizzarra famiglia; domandandosi in che razza di posto sia finito, incontra la bionda Gwen Stacy che lo saluta alquanto calorosamente. Non sapendo chi possa essere le rivela, modificando i fatti, cosa sia accaduto nel taxi. Gwen, furiosa con la rossa, che considera una fedifraga vigliacca, si allontana dal ragazzo, lasciandolo solo a pensare chi possa essere in realtà Peter Parker.
Il giorno dopo a scuola il Camaleonte, per cercare di ottenere maggiori informazioni, avendo intuito che Peter nasconde un segreto, si riavvicina a MJ e la seduce, baciandola nuovamente, stavolta di fronte all'intero gruppo.
Con la scusa di inseguire Gwen, fuggita di fronte a quella scena, il Camaleonte fa ritorno a casa dove scopre in un baule della mansarda tutta l'attrezzatura di Spider Man, dal costume ai lancia-ragnatele.
Con una telefonata veloce, contatta un suo complice, il quale aveva ricevuto il compito di tenere sott'occhio i rapiti Peter e Jonah, affermando di avere fatto centro.
Il Camaleonte, impadronitosi dell'attrezzatura di Spider Man, inizia a saccheggiare la città, compiendo una serie di furti clamorosi, liquidando le forze di Polizia come se niente fosse e gettando la popolazione nel panico. Il criminale entusiasta di come le cose si stiano svolgendo a suo favore, telefona al suo complice dicendo di aver ottenuto più denaro indossando solo quell'attrezzatura, di quanto ne avrebbero potuto ottenere estorcendoli con il rapimento di Jameson; ritenendolo ormai inutile per i loro scopi, gli intima di sbarazzarsene ma di farlo in modo tale da indurre Peter Parker a rivelargli più informazioni possibili, che potrebbero esser loro utili in futuro.
Nel frattempo, Peter e Jameson si ritrovano entrambi legati ad un paio di sedie in quello che sembra essere un vecchio stabile in disuso. Il ragazzo gli domanda perché lo abbia attaccato e il giornalista gli risponde dicendogli di non sapere di cosa stia parlando: si ritrova legato esattamente come lui e, anzi, dice di trovare maggiori motivazioni per il suo rapimento, essendo ricco, conosciuto e importante a New York, piuttosto che per quello del ragazzo. All'improvviso Jameson ha un'illuminazione, capendo chi sia in realtà Peter e del perché sia stato rapito.
Nel bel mezzo della discussione si avvicina a loro il misterioso rapitore che si rivela essere una donna priva di volto. Alle insistenti domande di Jameson su chi o cosa fossero, la donna come risposta di scherno assume le sue sembianze, dicendogli che lei e suo fratello sono come dei camaleonti; affermando poi che l'uomo non ha più niente a che fare con questa storia, gli spara in testa, di fronte ad un orripilato Peter. La Camaleonte dice al ragazzo allibito che in circostanze differenti si definirebbe una sua fan, date le grandi capacità che aveva dimostrato in tutto quel tempo in cui si era comportato da vigilante, ma che in quel momento era andato a cacciarsi in una situazione più grande di lui e che avrebbe dovuto collaborare dando loro informazioni sugli Ultimates, sul Triskelion, su qualsiasi cosa avrebbero potuto rivendere al mercato nero, altrimenti la sua famiglia avrebbe subito tragiche conseguenze.
Johnny e Bobby intanto, ricevuto da May l'ordine di trovare il nipote e il suo imitatore, avendo capito che lo Spider Man ladro non poteva che essere un falso, si imbattono nel Camaleonte, con ancora addosso il costume di Spider Man, intento a riempire un furgone con il bottino racimolato. La Torcia gli ordina di levarsi quella maschera altrimenti gliela avrebbe bruciata, e il mutaforma, contando sul fatto di essere ancora identico al vero Peter, si rivela dicendo che si era dato al crimine perché stanco di quella vita che faceva e, se loro lo vogliono, è pronto a dividere il bottino con loro. Bobby però, avendo già avuto a che fare con gente come lui, non si lascia ingannare e gli intima di consegnargli il loro amico.
Fallito l'inganno, il Camaleonte inizia a sparare con dei mitragliatori contro i due supereroi che però riescono ad evitare i proiettili con estrema facilità; Johnny riesce a disarmarlo, ma prima che potessero impedirglielo, il Camaleonte gli scaglia contro delle scariche elettriche che centrano in pieno la Torcia, aprendosi in modo tale una via di fuga. Caduto al suolo, Johnny dice all'Uomo Ghiaccio di inseguirlo e di non lasciarlo scappare.
Allo stabile abbandonato, la Camaleonte tenta ancora di far parlare Peter per strappargli informazioni, quando all'improvviso compare il fratello di lei, ferito e in preda all'ira, che le grida di far fuori Peter e di scappare il più velocemente possibile, perché gli amici supereroi del ragazzo sono sulle loro tracce.
Cogliendo l'occasione favorevole, Peter si libera dai lacci e assale i due fratelli, colpendo in viso il Camaleonte ma essendo ancora troppo debole, riescono ad avere la meglio su di lui.
Prima che qualcuno di loro possa fare alcunché, l'intero stabile si trasforma in ghiaccio bloccando tutte le vie di fuga. In pochi attimi Bobby congela la Camaleonte, mentre Johnny asfissia il fratello bruciando l'ossigeno intorno a lui.
Fatto ciò, si accostano a Peter per chiedergli come stesse e il ragazzo gli domanda piuttosto che danni avesse provocato il suo doppio nel tempo che era stato rapito. L'amico gli dice solo che non erano riusciti ad impedirgli di compiere i suoi crimini immediatamente.
Ripresosi un po', Peter chiede a Johnny di portare Jameson all'ospedale, avendo visto che respirava ancora, mentre lui e Bobby avrebbero portato i due criminali a Carol Danvers affinché li rinchiudesse presso le prigioni del Triskelion, unico luogo in cui potevano essere rinchiusi.

## Tutti a scuola! (15-152[1])
Dopo la reclusione dei due Camaleonti presso il Triskelion, Peter è fortemente debilitato per via di tutto lo scompiglio che i due metaumani hanno portato nella sua vita in seguito al suo rapimento. Si sente abbattuto, visibilmente stanco e in aggiunta a questo subisce pure le "prediche" da parte di Carol Danvers e sua zia May Parker; la prima infatti lo invita a stare lontano dai guai, ad aspettare, perché il dover pensare anche al suo "caso" oltre a numerosi altri che la sua posizione la obbliga ad affrontare, è qualcosa che preferirebbe evitare, fino almeno alla sua maggiore età. La seconda invece lo invita a riprendersi, che non deve sentirsi sconfitto, che deve interrompere il senso di colpa per quel che è successo, anche perché già in passato si era rialzato dopo situazioni similari, e a parlare al più presto con Gwen.
La ragazza è rimasta molto scossa dagli ultimi eventi e lo è a tal punto da andare a confidarsi con Mary Jane: sente il suo mondo a pezzi, si sente tradita da Peter e in colpa al tempo stesso per averlo spinto in una relazione di coppia quasi obbligandolo. Anche la stessa Mary senza ammetterlo apertamente di fronte alla bionda è rimasta colpita da tutto ciò
Al St. Mary Hospital nel frattempo Jonah Jameson si è ripreso dall'operazione e rivela ai suoi due colleghi, Urich e Robbie, che sa chi è Spider-Man, ma non lo rivelerà ai media. Racconterà tutto quello che è realmente accaduto durante la faccenda dei Camaleonti ma non rivelerà questo. Sarebbe dovuto morire, e invece era ancora li. Il proprietario del Bugle si sente come investito di una missione, quella di proteggere Spider-Man da quelli come loro, e avendone i mezzi, ha deciso che lo farà.
A scuola fa la sua comparsa una nuova studentessa Lana Baumgartner; Peter pensa di averla già vista da qualche parte e non appena Lana apre bocca, adoperando parole alquanto colorite, la riconosce subito come la più giovane del duo di malviventi che si fanno chiamare Bombshell.
Durante l'intervallo Peter affronta la situazione di petto e dopo un approccio morbido, rivela a Lana di sapere chi è lei in realtà e la ragazza cambia subito espressione; vedendo nel ragazzo solo uno studente preoccupato dalla sua cattiva fama, Lana gli assicura che non ha alcuna intenzione di fare niente di male, che ora che sua madre è in prigione, ha deciso di vivere tranquillamente, e per tal motivo lo prega di non dire niente a nessuno.
Tutto questo avviene sotto gli occhi increduli di Gwen e MJ che non capiscono il comportamento del ragazzo: invece che preoccuparsi di sapere come stavano si mette a fare tutt'altro. Questo equivoco porta ancora più tensione in Gwen che arriva a dire che forse Peter Parker non è il ragazzo che pensavano che fosse.
Prima di far ritorno a casa Peter decide di parlare con Mary Jane per chiederle scusa di tutto quello che è successo. Lei trova il coraggio di confessargli che il Camaleonte ci ha provato con lei quando aveva assunto le sue sembianze e questo, lei suppone, perché abbia percepito quanto ancora lei lo ami. Peter non sa che risponderle e prima di andarsene la ragazza gli ricorda ancora una volta di parlare con Gwen, perché tra tutti è quella che l'ha presa peggio.
Solo che Peter non è più in grado di farlo: una volta rientrato a casa scopre assieme a zia May che la ragazza se ne è andata,
Nei giorni successivi Carol Danvers chiede consiglio agli Ultimates, per la precisione a Iron Man, Capitan America e Thor, come potrebbe risolvere la situazione riguardante Peter Parker. Tutti e tre gli eroi hanno avuto modo di avere a che fare con lui ma sono divisi sul verdetto finale.
Secondo Tony Stark il ragazzo è capace, coraggioso, e incredibilmente intelligente: una volta ha saputo identificare e usare uno scudo di fluttuazione di energia Starktech 54-zglat, ovvero una delle armi di difesa incorporate nell'armatura di Iron Man e di cui aveva scritto nei suoi saggi scientifici. Tony spiega a Carol che queste cose in tutto il mondo le sapevano al massimo quattro altre persone.
Secondo Steve Rogers invece è si coraggioso, ma non ancora pronto. Il suo comportamento è avventato, immaturo e, benché spinto da buone intenzioni, dovrebbe essere fermato.
Infine secondo Thor, Spider-Man è un guerriero. Se fossero su Asgard sicuramente supererebbe il rito di passaggio per diventare guerrieri guardiani, un rito che testa il coraggio e rafforza la tempra.
Sentite le tre diverse opinioni Carol decide che la cosa migliore da fare per tenere sotto controllo Peter Parker è una: addestramento.
Messasi in contatto con May Parker, che si ritrova d'accordo con la Direttrice dello S.H.I.E.L.D., lo comunica al giovane vigliante personalmente: verrà addestrato nel dopo-scuola a fare il supereroe e i suoi istruttori saranno gli stessi Ultimates.
Un mese prima del rapimento degli ultimi avvenimenti, precisamente la sera in cui Mysterio uccise il Kingpin scagliandolo dal suo grattacielo c'era un'altra persona che era sul punto di assassinare il capo della criminalità di New York venendo anticipata dall'evanescente supercriminale: la Gatta Nera, Felicia Hardy.
Due settimane dopo i due si incontrarono sul luogo del delitto una seconda volta perché entrambi volevano quello che Kingpin custodiva nella sua cassaforte privata. Tentarono un negoziato ma degenerò in uno scontro dal quale la Gatta dovette ritrarsi nonostante avesse dato del filo da torcere al suo avversario, nelle cui mani finisce il "segreto" del defunto Wilson Fisk. Felicia non è una donna che si arrende facilmente e rintraccia la base di Mysterio solo per giungere ancora una volta troppo tardi: Spider-Man e la polizia fecero irruzione nel rifugio e che infine esplose facendo svanire nuovamente il misterioso criminale.
Appena la zona viene messa in sicurezza Felicia si intrufola nella base bruciata e apre la cassetta di sicurezza di Mysterio trovandovi quello che aveva cercato di recuperare da Kingpin: la Chiave dello Zodiaco, un oggetto dai grandi poteri che aveva permesso a Wilson Fisk di imporsi sulla malavita. Proprio in quel momento fa la sua comparsa Mysterio che rivuole l'oggetto nelle sue mani. Felicia attiva la chiave per respingerlo e un fascio di luce illumina l'edificio attirando la polizia messa a guardia del luogo, non trovando però al suo interno niente di niente. Entrambi i contendenti alla Chiave si sono dileguati,
Nel presente Peter deve affrontare l'abbandono di Gwen: non ha più avuto sue notizie ed è preoccupato. Johnny Storm gli consiglia di non angustiarsi troppo perché Gwen è una ragazza tosta e se vorrà richiamarli lo farà, deve solo dargli tempo. A questo aggiunge anche una, a dir poco, delirante teoria sul perché la ragazza abbia abbandonato la casa dei Parker: perché era costretta a condividere l'abitazione con lui, una vera celebrità e che questa convivenza era per lei un peso troppo grande da sopportare. Peter, e Bobby Drake al suo fianco, non hanno neanche il tempo di rimanere sconcertati dallo sproloquio appena udito che Lana Baumgartner si avvicina al loro tavolo per chiedere se poteva pranzare con loro. Peter la invita a sedersi presentando i suoi due amici ma la ragazza non ci mette molto a capire che Peter ha parlato di lei a loro due.
Lana chiede loro di mantenere il segreto perché non vuole altri guai e Peter gli assicura che nessuno vuole farle del male e che nessun altro lo saprà. Bobby dal canto suo cerca di invitarla fuori ma il tentativo si rivela un fiasco.
Nel frattempo a casa Parker, zia May rincontra Gwen e, felice come non mai, la abbraccia facendo seguire subitanea una predica sul suo comportamento. Gwen le spiega che aveva avuto paura e che era andata a trovare sua madre per cercare di ricostruire il loro rapporto, ma la donna si è rifatta una famiglia e non la vuole nella sua nuova vita, tanto da dirle che se aveva un posto dove tornare di andarci. May la riaccoglie in casa Parker, consigliandole di parlare con Peter e promettendole che il livello di follie si sarebbe abbassato da quel momento in poi.
Neanche il tempo di finire la frase che Tony Stark, nella sua veste di Iron Man si appresta ad atterrare proprio sul loro vialetto per iniziare l'addestramento di Peter. Presa dal panico May gli intima di andarsene di li, dicendogli che così facendo sta rivelando al mondo il loro segreto, che sta rovinando la loro vita. Tony dopo un iniziale spaesamento, riesce a togliersi di impiccio facendo intendere agli abitanti della zona che era atterrato con l'intenzione di chiedere solo delle informazioni per poi andarsene volando via. May è sconvolta e Gwen si domanda sarcasticamente perché avesse mai pensato di andarsene.
Di ritorno da scuola Peter, Bobby e Johnny, presi particolarmente da una discussione su come sarebbe più facile fare colpo sulle ragazze se sapessero chi sono in realtà e su quali frasi migliori adoperare per fare colpo, vengono a conoscenza della visita di Iron Man e del ritorno di Gwen Stacy che viene accolta calorosamente dai suoi coinquilini, tranne da Peter prima perché colpito da quel ritorno inaspettato e poi dalle urla di sua zia al telefono. Interrotta la chiamata con violenza, zia May gli spiega tutto quello che è accaduto e che ci deve essere stato per forza un problema di comunicazione, nonostante non riesca a mettersi in contatto con Carol Danvers per avere una spiegazione da lei.
Dopo questa novità Peter e Gwen vanno al piano di sopra per poter parlare da soli. Prima che possa anche dire qualcosa, Peter travolge la ragazza con un fiume di parole dicendole che non le era riuscito a parlarle perché non sapeva che parole usare per spiegarle cosa era accaduto ma sostenendo che la sua fuga lo aveva ucciso, era stato un colpo terribile. Gwen lo interrompe dicendogli che è ancora arrabbiata per quello che è successo, che gli vuole bene ma che si devono lasciare. Si sente come se lo avesse costretto a stare con lei mentre si è resa conto che il loro rapporto è di amicizia: lei afferma nonostante il profondo imbarazzo che le provoca dirlo che sono "best friends forever" e niente di più. 
Gli chiede solo che quando si rimetterà con Mary Jane di non farne mostra davanti a lei, almeno all'inizio per darle il tempo di abituarsi alla cosa.
A quell'uscita Peter si sente alquanto irritato e punto sul vivo, perché, anche se pronto a concederle parte di quello che ha detto, ci tiene a sottolineare che il motivo per cui stava con lei era perché gli piaceva. Le dice che è tosta, sexy e fantastica, ed erano questi i motivi per cui stava con lei. L'unica cosa che deve accettare è che il suo essere Spider-Man non poteva essere influenzato dalla loro relazione.
Di fronte a questa risposta del ragazzo Gwen sembra avere un ripensamento ma alla fine decide che è meglio rimanere separati, perché la vita che conducono in quella casa è incredibile e lei non sa bene che cosa prova per Peter quindi è meglio per entrambi prendere quella decisione. Alla fine la cosa viene accettata: Peter è contento di riaverla li con loro, tanto da non sentirsi arrabbiato per quell'assurda discussione che hanno appena avuto e la abbraccia.
I due ragazzi vengono interrotti dal telefono di Peter: è Tony Stark e gli chiede di raggiungerlo sul tetto della sede della Stark International per dare inizio al suo addestramento. Peter si ritrova a domandarsi se lui gli insegnerà ad essere un supereroe, chi mai lo insegnerà a Stark?

## La morte di Spider-Man: Preludio (153-155)
La Chiave dello Zodiaco è un oggetto misterioso e incredibilmente potente che anni or sono attirò le attenzioni di Wilson Fisk. Giunse ad Il Cario proprio per impossessarsene e quando l'ebbe tra le mani il suo potere si scatenò radendo al suolo l'intero quartiere dove aveva effettuato lo scambio ed uccidendo chiunque si trovava intorno a sé. Yasif. colui che l'aveva recuperata gli aveva detto che la Chiave "onora le richieste del possessore" ma che questo comporta un prezzo. Sconvolto da tanta distruzione, Fisk decise che nessuno ne sarebbe più entrato in possesso.
Nel presente la Chiave è stata recuperata da Felicia Hardy, la Gatta Nera, ed è entrata nelle mire di Mysterio che la vuole utilizzare per i suoi piani. Avendo scoperto che la ladra non desidera altro che possedere l'oggetto perché in passato appartenuto a Wilson Fisk, decide di negoziare con lei, ma la ragazza rifiuta e utilizza la chiave per farlo andare via. Nel farlo si rende conto che il potere che avrebbe scatenato sarebbe stato enorme; Mysterio le rivela sta storia della Chiave o almeno le leggende che circolano su di essa. La Gatta gli chiede che cosa vuole farci una volta avutala e lui le risponde di voler migliorare le cose. Felicia a quel punto non vede perché non dovrebbe farlo lei stessa, da sola. Mysterio replica che il prezzo da pagare è più alto di quanto una come lei sarebbe disposta a spendere.
Nel frattempo Iron Man e Spider-Man hanno il loro primo incontro come insegnante e allievo per l'addestramento che Carol Danvers ha imposto al ragazzo. Fin dall'inizio è palese che il miliardario non ha ben chiaro come gestire la situazione, ammettendo apertamente che è stata la sua ragazza, sempre Carol Danvers, ad obbligarlo. Lui aveva votato a favore del suo modus operandi e di come agiva. Peter, stupito, gli chiede delucidazioni in merito e Tony gli conferma che l'opinione generale era stata che dovesse essere addestrato per migliorarsi; gli rivela che poteva andargli anche peggio di così. 
A quel punto Iron Man gli mostra il suo laboratorio e Spider-Man ne rimane affascinato. Il discorso ritorna sul perché di quell'addestramento e lo scienziato gli risponde che non lo avevano deciso perché lo odiassero ma solo perché lo consideravano un "cretino" (di fronte alla sua reazione, lo consola dicendogli che anche nei suoi confronti l'opinione di Steve Rogers non fosse particolarmente alta). Tony afferma che persone come loro dovevano prendersi la responsabilità delle proprie azioni e Peter gli replica che pensava di averlo fatto. L'uomo gli spiega che i suoi doni lo rendono diverso da un caso normale e il ragazzo conclude dicendo che da un grande potere derivano grandi responsabilità. Peter gli dice di saperlo già.
All'improvviso i sensori dell'intelligenza artificiale di Tony li avvertono di un picco di energia presso il quartiere di Soho ed è di un tipo sconosciuto. Dopo alcuni istanti viene proiettata una nuova scarica di alto livello e i due supereroi decidono di intervenire.
La fonte della scarica è la Chiave che stavolta Felicia ha attivato veramente contro Mysterio riducendo il quartiere ad un cumulo di macerie. Psicologicamente ferita Felicia si fa convincere a cedere la Chiave prima di perdere i sensi e proprio quando Tony e Peter giungono sul posto Mysterio ne è entrato in possesso generando un'altra scarica contro i nuovi venuti.
Il colpo viene riflesso dall'energia contenuta nell'armatura di Iron Man ma era talmente potente da averla prosciugata. Prima che Mysterio replichi Felicia e Peter cercano di abbatterlo ma il supercriminale riesce nell'intento e abbatte Tony distruggendogli l'armatura.
Peter recupera la Chiave e sia la Gatta che Mysterio cercano di riappropriarsene spiegandogli quanto essa sia pericolosa. Spider-Man riesce a tenerli a bada ma alla fine il potere della Chiave si scatena lo stesso, generando ulteriore distruzione. Peter lascia cadere la chiave sconvolto ma la contesa per essa non è ancora finita. Infatti Mysterio è ulteriormente deciso ad averla. Sia l'Arrampicamuri che la Gatta vengono sconfitti ma prima che la situazione possa degenerare, Tony, ripresosi dal colpo subito, interviene disattivando il corpo di Mysterio: l'essere che stavano affrontando infatti non era altro che un robot, una marionetta i cui fili venivano tirati da qualcuno nascosto ai loro occhi, e che senza la tecnologia presente nella sua armatura non può rintracciare.
Spiegate le circostanze che hanno portato alla disputa per quel pericoloso oggetto, Iron Man lo avvolge in un campo di forza e decide di portarla in un posto sicuro. Manderà al più presto un'unità di soccorso S.H.I.E.L.D. e confessa a Peter di volerlo come suo collaboratore quando sarà pronto. 
Dopo aver prestato i primi soccorsi alle vittime del quartiere Peter si dirige a casa di MJ appostandosi a pensare fuori dalla sua finestra. La ragazza, che poco prima aveva parlato con Gwen venendo aggiornata sugli ultimi sviluppi di casa Parker, si sveglia e lo una volta vistolo sul suo tetto, scosso e abbattuto, lo invita ad entrare. Il ragazzo accetta, riavvicinandosi così un po' di più alla sua vecchia amica ed ex-ragazza.
Subito dopo essere stato licenziato dal suo posto di lavoro presso un fast food di un centro commerciale, Peter riceve una chiamata da J. Jonah Jameson che gli lo invita alla sua redazione perché loro due devono parlare. Il ragazzo si reca dal proprietario del Bugle preoccupato da cosa voglia parlargli perché fino a quel momento non solo lo aveva coperto nonostante sapesse la sua vera identità ma per di più lo aveva lasciato in pace anche come oggetto dei suoi articoli.
Jameson gli rivela dopo un iniziale giro di parole che la ferita infertagli dalla Camaleonte lo avrebbe dovuto uccidere, tre centimetri più a sinistra e sarebbe morto. E poi gli dice che sa chi in realtà: Spider-Man.
Rivela che lo confonde perché non ha mai incontrato uno come lui. Manterrà il suo segreto ma ritiene che ciò non sia abbastanza: vuole fare qualcosa per lui. E Peter gli risponde che non è necessario, ma vedendo che insiste, gli propone di ridargli il suo vecchio lavoro al Bugle perché sta mettendo da parte soldi per il college. Jameson è sconcertato.
Dopo una lunga conversazione i due giungono ad un accordo: Jameson riassume Peter al Bugle, concedendogli la possibilità di andare e venire o presenziare addirittura in redazione in base ai doveri che la sua missione come Spider-Man gli imporranno. In cambio lui gli chiede di fornirgli in esclusiva le "notizie" sulle sue prodezze.
Di ritorno dall'incontro con il giornalista, Peter si imbatte in Shroud, ovvero Kitty Pryde, alle prese con un gruppetto di teppisti taccheggiatori; risolto il problema, Spider-Man arriva a supplicare l'amica di non svanire, di non andarsene. E lei fortunatamente gli dà ascolto.
I due giovani vigilantes fanno ritorno a casa Parker, l'una a fianco all'altro, parlando di ciò che le è accaduto da quando era fuggita dalle autorità. La ragazza è ancora molto arrabbiata con il mondo ma ora sta meglio. Peter la invita almeno a fermarsi a cena per rincontrare i suoi vecchi amici e dopo un iniziale titubanza Kitty acconsente.
Non appena varcano la soglia di casa, i due vengono accolti con da un comitato di benvenuto, composto da zia May, Gwen, MJ, Johnny, Bobby, Susan Storm e Ben Grimm, che augura al ragazzo buon compleanno. Peter se ne era completamente dimenticato e sia lui che Kitty vengono salutati con gioia.
In disparte Mary Jane consegna a Peter un regalo da parte di Tony Stark: un paio di nuovi lanciaragnatele, riprogettati dallo stesso scienziato eroe. Approfittando del momento di intimità Peter dichiara a Mary di amarla e i due si rimettono insieme, alla fine di un lungo e difficile periodo di lontananza e tensione.

## La morte di Spider-Man (156-160)
Norman Osborn è vivo. Il Goblin è ancora una volta sfuggito alla morte dopo mesi di stato comatoso ed è tenuto sotto custodia dello S.H.I.E.L.D.
Gli agenti governativi hanno determinato che in suo possesso non vi sono poteri di sorta ma non è così infatti Norman riesce a riattivarli e a mettere a ferro e fuoco la sua prigione come già in passato era riuscito a fare. Solo che stavolta libera quelli che sono stati già in passato suoi "compagni di sventura", Electro, Octupus, Kraven, l'Uomo Sabbia e l'Avvoltoio. Con essi al seguito fugge con un Blackhawk e fa perdere le sue tracce presso Bryant Park in città.
In quello stesso giorno Peter viene interrotto durante un appuntamento con Mary Jane da una chiamata si Steve Rogers. Il supersoldato vuole che si incontrino al 1º Cavalleria, cimitero di Forest Hill, per il suo addestramento. Giunto sul posto Capitan America gli espone un forte concetto su ciò che loro, uomini in costume, sono, dei soldati. Forse a Peter non sembrerà così ma indossa una "divisa" e combatte ogni giorno per gli altri. E lo fa in un modo incosciente, sconsiderato, in altre parole sciocco. Per questo il cimitero per rammentargli i concetti di vita e morte.
Quando hanno votato lui è finito in minoranza e ora deve addestrarlo. Gli spiega che ci sono due modi per affrontare una qualsiasi minaccia: farlo in modo intelligente e coraggioso oppure sciocco e immaturo. E vuole che lo ascolti con attenzione affinché capisca ciò che vuole dirgli. Ma prima che il Capitano possa iniziare viene contattato e avvisato che si trovano in forte crisi: è avvenuta una evasione di massa al Triskelion e gli uomini della squadra di Fury stanno attaccando la città. I suoi ordini sono di lasciare il ragazzo e di dirigersi contro questi ultimi.
Spider-Man gli chiede cosa sta succedendo e se può fare qualcosa, ma Steve irremovibile gli dice che non è ancora pronto e che avrà altre occasioni, poiché ce ne saranno sempre. Peter punto sull'orgoglio decide comunque di seguirlo, non potendogli impedire almeno quello.
Giunge sul luogo dello scontro, il ponte Queensborough, che è un vero putiferio quando MJ lo contatta al telefono dicendogli che è successa una cosa terribile: Goblin è ricomparso e con lui anche altri criminali che aveva sconfitto in passato. Peter replica che Norman è morto, ma Mary gli risponde che gli daranno la caccia, lo uccideranno. Per tal motivo deve mettere in salvo la sua famiglia o altrimenti verranno prese di mira anche loro.
Le paure di Mary Jane non sono infondate: infatti i sei criminali nascostisi in un grattacielo di New York vengono a sapere della battaglia intestina dello S.H.I.E.L.D. e Norman ha come un'illuminazione: quello che sta accadendo è come un segno di Dio. Hanno la possibilità di uccidere Peter Parker.
Mentre Peter decide di lasciar stare la battaglia in corso tra le due fazioni degli Ultimates, per poter mettere in salvo i suoi cari da possibili rappresaglie contro di loro da parte del gruppo di evasi, questi ultimi stanno valutando la fortunata situazione in cui si trovano: con i governativi impegnati a massacrarsi l'un l'altro avrebbero la possibilità di scappare dalla città. Ma Norman Osborn dice di no. La loro missione, ciò che devono fare è in città e quindi devono restare.
Octavius intuisce ciò che il suo vecchio collega ha in mente, glielo vede negli occhi, e decide di tirarsene fuori. Lo ringrazia per tutto ma non vuole più uccidere, vuole pensare a lungo termine, abbandonare il paese e tornare a fare il suo vecchio lavoro per il chi lo vorrà. Non attaccherà Spider-Man e gli suggerisce di fare lo stesso: dopo tutto è il loro più grande successo, dovrebbero andarne fieri e lasciarlo in pace.
A quelle parole, ma soprattutto all'idea che Spider-Man sia un risultato che debba condividere con qualcun altro, Norman si trasforma e scaglia Otto dalla finestra. Prima che possa toccare terra, grazie alle sue abilità di controllo dei metalli, il Dottor Octupus produce delle braccia metalliche lo avvinghiano e sostengono. Il Goblin si scaglia in strada dove inizia lo scontro. Dall'attico gli altri quattro decidono di non intervenire, seguendo il consiglio di Kraven sul fatto che è "una cosa tra loro".
Peter giunge a casa sua e ad avvertire Gwen e sua zia del pericolo: all'appello mancano Johnny e Bobby, ma Gwen sostiene che proprio perché sono quello che sono, se la caveranno. Zia May cerca di convincerlo a venire con loro ma il ragazzo insiste sul fatto che debba restare. Dopo un saluto veloce, Peter riparte e le due si avviano in macchina.
In centro lo scontro è degenerato: Goblin ha ucciso Octupus e Spider-Man lo viene a sapere da MJ che ha assistito allo scontro in tv. 
Peter rintraccia il luogo dello scontro e vede con i suoi occhi il massacro; sconcertato trova anche il rifugio dei criminali ma è abbandonato. Vedendo in tv il servizio in diretta sullo scontro tra gli Ultimates si dirige verso il ponte Queensborough e assiste ad una tragedia incombente: il Punitore come un cecchino sta mirando ad un Capitan America di spalle occupato con un Nick Fury a terra. Peter decide di intervenire per impedire lo sparo ma la ragnatela destinata a Castle non c'entra il bersaglio e allora si getta su Rogers spostandolo dalla traiettoria e venendo colpito al suo posto.
I cinque criminali nel frattempo si sono diretti presso il laboratorio del Riparatore per recuperare, sotto minaccia del mostruoso Osborn, l'attrezzatura dell'Avvoltoio; Kraven dal canto suo ne approfitta per armarsi pure lui.
Sul ponte la situazione è degenerata ulteriormente ed è stato in parte distrutto dall'Intervento di War Machine. Peter è riuscito a rimanere sul ponte ma è svenuto subito dopo. Riacquistata coscienza, fa appello a tutte le sue forze per potersi rialzare e dirigersi in un ospedale per curarsi. Dopo un momento di rabbia confusione, decide davvero di dirigersi ad un ospedale nonostante questo significhi venir smascherato. Con la tela riesce a ricoprire la ferita e bloccare l'emorragia, almeno il tempo necessario per fargli raggiungere l'ospedale.
Solo che avviene un altro imprevisto: alzando lo sguardo vede i cinque evasi volare sopra la sua testa e capisce di non avere scelta se non quella si seguirli.
Intanto la Torcia Umana e l'Uomo Ghiaccio, facendo ritorno da una fallimentare uscita doppia, scoprono la casa vuota e un appunto di Gwen che li avvisa di andarsene e cercare un luogo sicuro. Confusi i due giovani metaumani trovano la risposta fuori dalla porta di casa: Norman Osborn e i suoi scherani alla ricerca di Peter.
Dopo un momento di generale titubanza, Norman ordina loro di far venire fuori Peter Parker, pensando che si trovi ancora nella sua abitazione. Johnny riconosce in lui la nemesi di Peter e senza pensarci due volte attiva i suoi poteri e intima ai criminali di andarsene. Norman è di tutt'altro avviso e si trasforma scontrandosi con il ragazzo: le fiamme della Torcia hanno la meglio e Goblin si schianta perdendo i sensi.
Anche gli altri intervengono e l'Uomo Sabbia travolge la Torcia, spegnendolo, venendo a sua volta colpito da Bobby Drake che cerca di tenere a bada anche gli altri tre. Electro però riesce a far leva sui suoi poteri sfruttando quelli del mutante che finisce per schiantarsi dentro una delle case del quartiere mentre l'uomo sabbia tramortisce Johnny.
Liberatisi dei due ragazzi i quattro criminali non sanno come procedere anche perché il loro "leader" è ancora a terra. Devono fare in fretta perché presto arriverà la polizia, avvisata dagli abitanti del quartiere. Proprio in quel momento Spider-Man si presenta loro.
Ritrovatoselo finalmente davanti, l'Avvoltoio si fa prendere dall'ira e gli si scaglia contro venendo però accecato da una ragnatela e scagliato lontano senza troppi problemi. Electro, Kraven e l'Uomo Sabbia rimangono leggermente sbigottiti da quello che hanno appena assistito.
Peter, smascherato e dolorante al fianco, domanda anche se con fatica, chi di loro è il prossimo che deve affrontare.
Nonostante Peter resista stoicamente al dolore, e temporeggi, i suoi tre avversari si accorgono delle sue ferite e decidono di approfittarne, Il ragazzo però sfrutta l'acqua di un idrante deviandola contro il terzetto scatenando una scarica elettrica che li danneggia. Max Dillon si ritrova senza poteri ed è subito afferrato dalla ragnatela di Spider-Man e colpito con un pugno sul volto. Stremato il ragazzo si accorge della folla di abitanti del Queens che hanno assistito allo scontro e chiede loro di chiamare un'ambulanza.
Solo che Flint Marko e l'Avvoltoio tornano alla carica tempestandolo di nubi di sabbia e granate. I due criminali lo continuano a martellare di assalti e Peter è ormai allo stremo delle sue forze, quando all'improvviso Electro scaglia un fulmine sull'Uomo Sabbia e impone il suo volere: desidera essere lui a finire il giovane eroe. Peter dal canto suo si fa beffe di lui sfottendolo.
Prima che Electro possa colpirlo, degli spari echeggiano nella notte e il corpo elettrificato del criminale viene colpito da dei proiettili che causano una gigantesca scarica di energia che travolge ancora una volta i criminali stavolta mandandoli definitivamente al suolo.
A sparare e salvare Peter è stata May, tornata indietro quando una sua vicina l'ha avvisata di ciò che stava accadendo al nipote. Alla sconfitta dei criminali seguono momenti di calma e silenzio in cui May e Gwen si preoccupano sia per Peter che per Johnny ancora svenuto. Peter chiede a scusa alla zia per quel che deve vivere a causa sua e lei gli risponde ironica che è un pazzo. A sua volta Peter non può evitare di sottolineare di essere anche adorabile però.
La calma ha breve durata: il Goblin ha ripreso conoscenza e non appena ha visto Spider-Man gli si è subito scagliato contro. Peter fa giusto in tempo ad evitare che zia May e Gwen vengano colpite e a portarle in uno spiazzo libero. Li prega Gwen di portare via May, di allontanarsi da lì. Norman incombe e nonostante la ferita aperta Peter si scaglia contro di lui colpendolo alla mascella. 
Questo gli dà il tempo di far rinvenire la Torcia che non appena rimette le idee in chiaro scaglia tutto il suo potere contro il Goblin solo che stavolta il risultato è diverso: Norman assorbe la fiamma del giovane Storm e lo priva di energia. Al culmine del suo potere Goblin lancia palle di fuoco contro il suo nemico che lo affronta con coraggio dicendogli che se anche lo uccidesse nessuna delle cose che ha perso gli verrà restituita. Il demoniaco avversario gli risponde che però lui sarebbe morto e che questo gli sarebbe bastato.
Dal nulla un camion investe Goblin schiacciandolo contro una macchina. Peter scopre che alla sua guida c'è Mary Jane, accorsa in aiuto del suo amato. Peter non fa in tempo a baciarla che la lancia lontano su una delle sue ragnatele per metterla al sicuro. Norman, ferito ma ancora cosciente, sta strisciando da sotto le lamiere dicendogli che è destinato a morire quella notte.
Peter solleva parti distrutte del camion e gliele scaglia addosso per finirlo. Ma quando veramente sembra che tutto sia finalmente giunto alla conclusione due esplosioni scoppiano davanti al ragazzo che viene sbalzato indietro facendolo atterrare supino sul prato. Johnny accorre per primo, avvertendolo che Norman è sicuramente fuori gioco.
Giungono poi anche Mary Jane, zia May e Gwen e vedendo le condizioni del ragazzo invocano l'aiuto di qualcuno, chiamano nuovamente l'ospedale, parlano con Peter dicendogli di resistere che presto l'ambulanza arriverà.
Il giovane però in lacrime guarda la sua adorata zia, la donna che lo ha cresciuto, e sapendola in salvo, con un sorriso tirato dice, con il poco fiato che gli rimane, di esserci riuscito, di essere riuscito a proteggere almeno lei, cosa che non era stato in grado di fare in passato con suo zio Ben.
Privo ormai di forze Peter perde conoscenza e si accascia morto tra le braccia di Mary Jane, mentre la disperazione assale May, che non riesce a credere di aver perso pure lui. Gwen, ugualmente distrutta, la abbraccia cercando di darle conforto mentre Johnny abbassa il capo, in ginocchio per terra, impotente di fronte a ciò a cui ha assistito.
Tra le fiamme di ciò che resta del camion che ha posto fine allo scontro, il corpo di Osborn è riverso e il suo volto è immobile fino a quando un sorriso, una smorfia soddisfatta non gli si dipinge in volto, avendo colto che la sua odiata nemesi è perita per mano sua. E così, mentre sia Goblin che Spider-Man muoiono, vediamo lo spirito di quest'ultimo in paradiso, mentre si ricongiunge con l'amato zio Ben.Si concludono così le avventure dell'Ultimate Spider-Man.